# Leonardo Senatore
Leonardo Vicente Senatore (Rosario, 13 maggio 1984) è un rugbista a 15 argentino, che gioca nel ruolo di terza linea centro per il GER.

## Biografia
Cresciuto nel Gimnasia y Esgrima di Rosario, sua città natale, club in cui giocarono anche suo padre come rugbista e sua madre come hockeista, con esso vinse due Tornei del Litoral, competizione provinciale argentina, e rappresentò la provincia nel campionato nazionale.
Fu impegnato nella squadra provinciale dei Pampas XV di base in Sudafrica che vinse la Vodacom Cup nel 2010, ed ebbe un breve periodo a Tolone; debuttò in Nazionale nel corso del Sudamericano 2008 a Montevideo contro l'Uruguay e fece parte della selezione alla Coppa del Mondo di rugby 2011 in Nuova Zelanda.
Nel 2013 si trasferì in Inghilterra al Worcester e rimase con la squadra anche dopo la retrocessione in Championship, riguadagnando la promozione in Premiership nel 2015.
Alla fine della stagione Senatore decise di non rinnovare il contratto con Worcester in quanto in trattative per entrare nella franchise argentina ammessa a partecipare al Super Rugby dal 2016; il C.T. argentino Daniel Hourcade l'ha inserito nei 31 convocati per la Coppa del Mondo di rugby 2015 in Inghilterra.
A novembre 2015 Senatore ha firmato un impegno per la neonata franchise argentina di Super Rugby che prende parte al torneo dal 2016.